# Tallud-Sainte-Gemme
Tallud-Sainte-Gemme, appelée localement « Le Tallud-Sainte-Gemme », est une commune française située dans le département de la Vendée, en région Pays de la Loire.

## Géographie
Le territoire municipal de Tallud-Sainte-Gemme s'étend sur 1 872 hectares. L'altitude moyenne de la commune est de 104 mètres, avec des niveaux fluctuant entre 50 et 142 mètres,.
Le Tallud-Sainte-Gemme, commune rurale de 476 habitants (dernier recensement en 2009) d’une superficie de 1857 hectares est née de la fusion de deux communes : Sainte-Gemme-des-Bruyères et Le Tallud (ou Saint-Laurent-du-Tallud) en 1827.
La commune connaît une croissance démographique exceptionnelle depuis quelques années.
| Chavagnes-les-Redoux | La Meilleraie-Tillay | Réaumur                                              |
|                      | Tallud-Sainte-Gemme  | Saint-Germain-l'Aiguiller (Mouilleron-Saint-Germain) |
| Bazoges-en-Pareds    |                      | Mouilleron-en-Pareds (Mouilleron-Saint-Germain)      |

### Climat
Pour des articles plus généraux, voir Climat des Pays de la Loire et Climat de la Vendée.
En 2010, le climat de la commune est de type climat océanique altéré, selon une étude du CNRS s'appuyant sur une série de données couvrant la période 1971-2000. En 2020, Météo-France publie une typologie des climats de la France métropolitaine dans laquelle la commune est exposée à un climat océanique et est dans la région climatique Bretagne orientale et méridionale, Pays nantais, Vendée, caractérisée par une faible pluviométrie en été et une bonne insolation.
Pour la période 1971-2000, la température annuelle moyenne est de 11,7 °C, avec une amplitude thermique annuelle de 14,4 °C. Le cumul annuel moyen de précipitations est de 890 mm, avec 12,6 jours de précipitations en janvier et 6,8 jours en juillet. Pour la période 1991-2020, la température moyenne annuelle observée sur la station météorologique de Météo-France la plus proche, « Sainte Gemme la Plaine_sapc », sur la commune de Sainte-Gemme-la-Plaine à 28 km à vol d'oiseau, est de 13,0 °C et le cumul annuel moyen de précipitations est de 809,1 mm,. Pour l'avenir, les paramètres climatiques de la commune estimés pour 2050 selon différents scénarios d'émission de gaz à effet de serre sont consultables sur un site dédié publié par Météo-France en novembre 2022.

## Urbanisme

### Typologie
Au 1er janvier 2024, Tallud-Sainte-Gemme est catégorisée commune rurale à habitat dispersé, selon la nouvelle grille communale de densité à sept niveaux définie par l'Insee en 2022.
Elle est située hors unité urbaine. Par ailleurs la commune fait partie de l'aire d'attraction de Chantonnay, dont elle est une commune de la couronne,. Cette aire, qui regroupe 10 communes, est catégorisée dans les aires de moins de 50 000 habitants,.

### Occupation des sols
L'occupation des sols de la commune, telle qu'elle ressort de la base de données européenne d’occupation biophysique des sols Corine Land Cover (CLC), est marquée par l'importance des territoires agricoles (96,7 % en 2018), une proportion identique à celle de 1990 (96,7 %). La répartition détaillée en 2018 est la suivante : 
terres arables (45,6 %), zones agricoles hétérogènes (36,1 %), prairies (15 %), forêts (3,1 %), eaux continentales (0,2 %). L'évolution de l’occupation des sols de la commune et de ses infrastructures peut être observée sur les différentes représentations cartographiques du territoire : la carte de Cassini (XVIIIe siècle), la carte d'état-major (1820-1866) et les cartes ou photos aériennes de l'IGN pour la période actuelle (1950 à aujourd'hui).

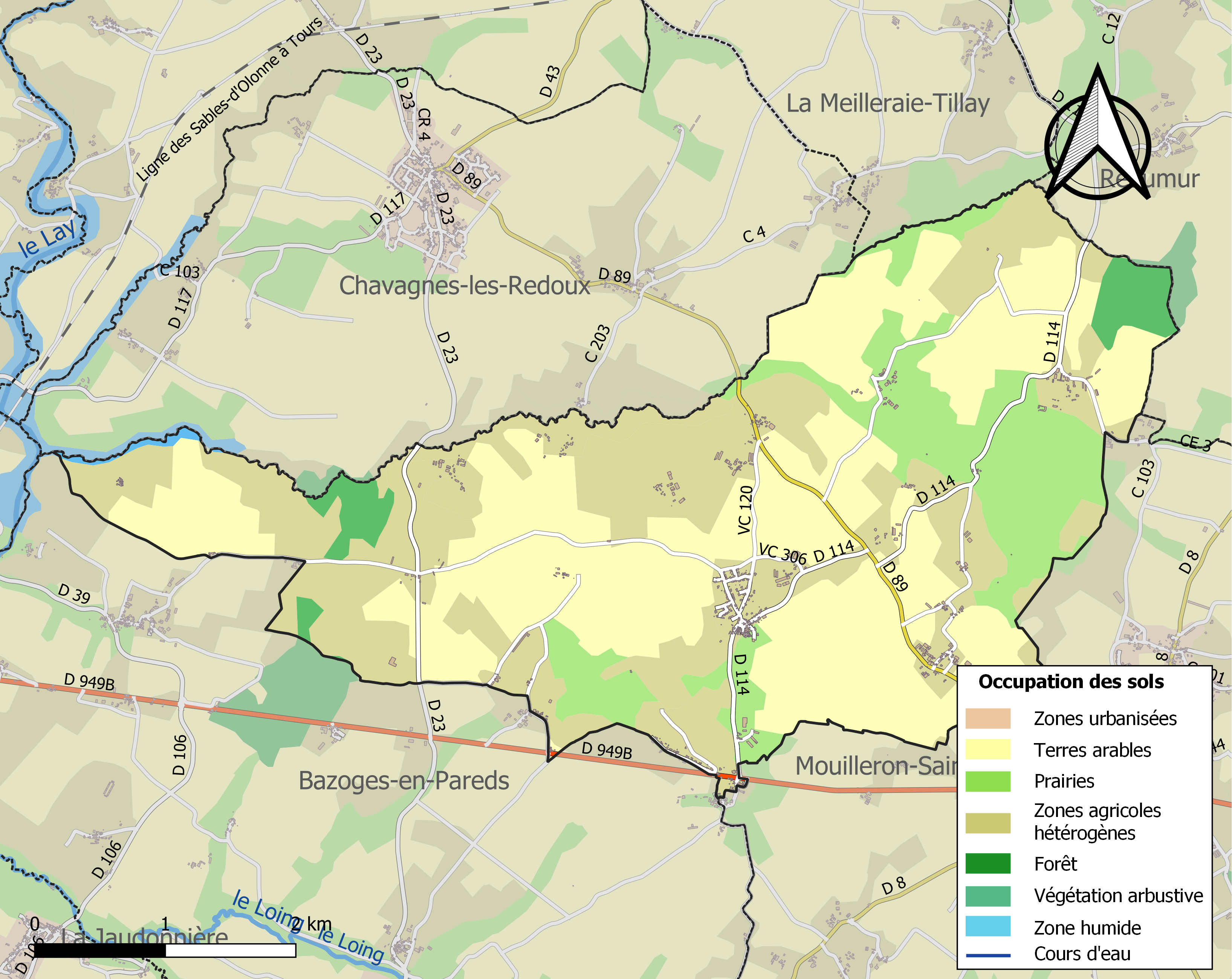
Carte des infrastructures et de l'occupation des sols de la commune en 2018 (CLC).

## Toponymie
Les Gaulois appelaient talutum de talo (« le front » ) « un talus herbeux sous lequel se trouve une mine d'or à peu de profondeur ».
En 1827, les communes Sainte-Gemme-des-Bruyères et Le Tallud sont fusionnées par ordonnance royale. Le chef-lieu de la nouvelle commune, baptisée Tallud-Sainte-Gemme, est le bourg de Sainte-Gemme. En effet, le village du Tallud se résumait aux ruines de l'église (depuis disparue), au presbytère et au cimetière. L'ancienne commune de Sainte-Gemme-des-Bruyères, peuplée, au recensement de 1821, de 384 habitants, avait porté, durant la Révolution, le nom de Les Bruyères.

## Histoire
Au Moyen Âge, l'un des principaux fiefs est celui de La Bruyère (ou Bruère), qui a donné son nom à la paroisse de Sainte-Gemme-des-Bruyères. Les seigneurs de la Bruyère, titulaire de la haute-justice, sont vassaux des seigneurs de Bazoges-en-Pareds, auxquels ils rendent aveu à de nombreuses reprises entre les XIVe et XVIe siècles. En 1603, René de Crumes, seigneur de la Bruyère, a trois vassaux : le chapelain de Velaudin (paroisse de Bazoges-en-Pareds) en raison de quelques terres, les seigneur de Saint-Juire en raison d'une partie de la métairie du Paliron (paroisse du Tallud), et le fief de la Renaudière.
La Renaudière, dont une partie dépend de la Bruyère et une autre relève directement de Bazoges, est un hôtel et hébergement tenu en 1603 par Jean Renard et son épouse Renée Servent.
Un troisième fief, le Fief Goullard, appartient aux seigneurs de la Bruyère, qui en rendent également aveux aux seigneurs de Bazoges.
Une histoire religieuse de la paroisse de Tallud-Sainte-Gemme, étroitement mêlée à  l'histoire tout court du village, est rédigée  en 1965 par l'abbé et historien Auguste Billaud, en collaboration avec l'abbé Bourasseau : cette monographie fait l'objet d'une publication aux Archives diocésaines de Luçon de 300 pages.

## Politique et administration

### Liste des maires
| Période                                  | Période   | Identité            | Étiquette | Qualité                          |
| ---------------------------------------- | --------- | ------------------- | --------- | -------------------------------- |
| Les données manquantes sont à compléter. |           |                     |           |                                  |
| 1947                                     |           | M. Bouteiller       |           | Médecin                          |
| mars 1977                                | mars 2008 | Dominique Rautureau | DVD       | Retraité                         |
| mars 2008                                | En cours  | Lionel Gazeau       |           | Technicien en agro-environnement |

## Population et société

### Démographie

#### Évolution démographique
L'évolution du nombre d'habitants est connue à travers les recensements de la population effectués dans la commune depuis 1793. Pour les communes de moins de 10 000 habitants, une enquête de recensement portant sur toute la population est réalisée tous les cinq ans, les populations de référence des années intermédiaires étant quant à elles estimées par interpolation ou extrapolation. Pour la commune, le premier recensement exhaustif entrant dans le cadre du nouveau dispositif a été réalisé en 2004.

En 2022, la commune comptait 447 habitants, en évolution de −6,09 % par rapport à 2016 (Vendée : +5,33 %, France hors Mayotte : +2,11 %).
| 1793 | 1800 | 1806 | 1821 | 1831 | 1836 | 1841 | 1846 | 1851 |
| ---- | ---- | ---- | ---- | ---- | ---- | ---- | ---- | ---- |
| 300  | 142  | 155  | 191  | 575  | 583  | 591  | 614  | 680  |

| 1856 | 1861 | 1866 | 1872 | 1876 | 1881 | 1886 | 1891 | 1896 |
| ---- | ---- | ---- | ---- | ---- | ---- | ---- | ---- | ---- |
| 643  | 649  | 692  | 655  | 649  | 701  | 743  | 764  | 713  |

| 1901 | 1906 | 1911 | 1921 | 1926 | 1931 | 1936 | 1946 | 1954 |
| ---- | ---- | ---- | ---- | ---- | ---- | ---- | ---- | ---- |
| 708  | 725  | 726  | 618  | 603  | 596  | 574  | 551  | 517  |

| 1962 | 1968 | 1975 | 1982 | 1990 | 1999 | 2004 | 2006 | 2009 |
| ---- | ---- | ---- | ---- | ---- | ---- | ---- | ---- | ---- |
| 479  | 417  | 362  | 302  | 351  | 376  | 406  | 415  | 460  |

| 2014 | 2019 | 2022 | - | - | - | - | - | - |
| ---- | ---- | ---- | - | - | - | - | - | - |
| 474  | 458  | 447  | - | - | - | - | - | - |

#### Pyramide des âges
En 2018, le taux de personnes d'un âge inférieur à 30 ans s'élève à 37,8 %, soit au-dessus de la moyenne départementale (31,6 %). À l'inverse, le taux de personnes d'âge supérieur à 60 ans est de 22,5 % la même année, alors qu'il est de 31,0 % au niveau départemental.
En 2018, la commune comptait 229 hommes pour 235 femmes, soit un taux de 50,65 % de femmes, légèrement inférieur au taux départemental (51,16 %).
Les pyramides des âges de la commune et du département s'établissent comme suit.
| Hommes | Classe d’âge | Femmes |
| ------ | ------------ | ------ |
| 0,0    | 90 ou +      | 0,4    |
| 6,6    | 75-89 ans    | 5,6    |
| 16,8   | 60-74 ans    | 15,5   |
| 19,9   | 45-59 ans    | 20,7   |
| 19,9   | 30-44 ans    | 19,0   |
| 18,1   | 15-29 ans    | 14,7   |
| 18,6   | 0-14 ans     | 24,1   |

| Hommes | Classe d’âge | Femmes |
| ------ | ------------ | ------ |
| 0,8    | 90 ou +      | 2,2    |
| 8,7    | 75-89 ans    | 11,1   |
| 20,3   | 60-74 ans    | 21,3   |
| 20     | 45-59 ans    | 19,4   |
| 17,5   | 30-44 ans    | 16,8   |
| 15     | 15-29 ans    | 13,2   |
| 17,7   | 0-14 ans     | 16,1   |

## Lieux et monuments
- Église Sainte-Gemme (XIXe siècle).
- Vieux logis de la Bruyère (XIIIe-XVIe siècles) et demeure bourgeoise (XIXe siècle).
- Château de la Grignonnière (XIXe siècle).
- Château du Paligny (XIXe siècle).
- Il ne reste que des pierres éparses de l'ancienne église Saint-Laurent, remployées dans une grange.

## Sports
Il y a un club de football : l'A.S. Chavagnes Le Tallud.
Il existe une ferme équestre à la Tuilerie.

## Pour approfondir